# Старая Бинарадка
Старая Бинарадка — село в Красноярском районе Самарской области России. Административный центр сельского поселения Старая Бинарадка.

## География
Находится в 43 км от Самары.

## История

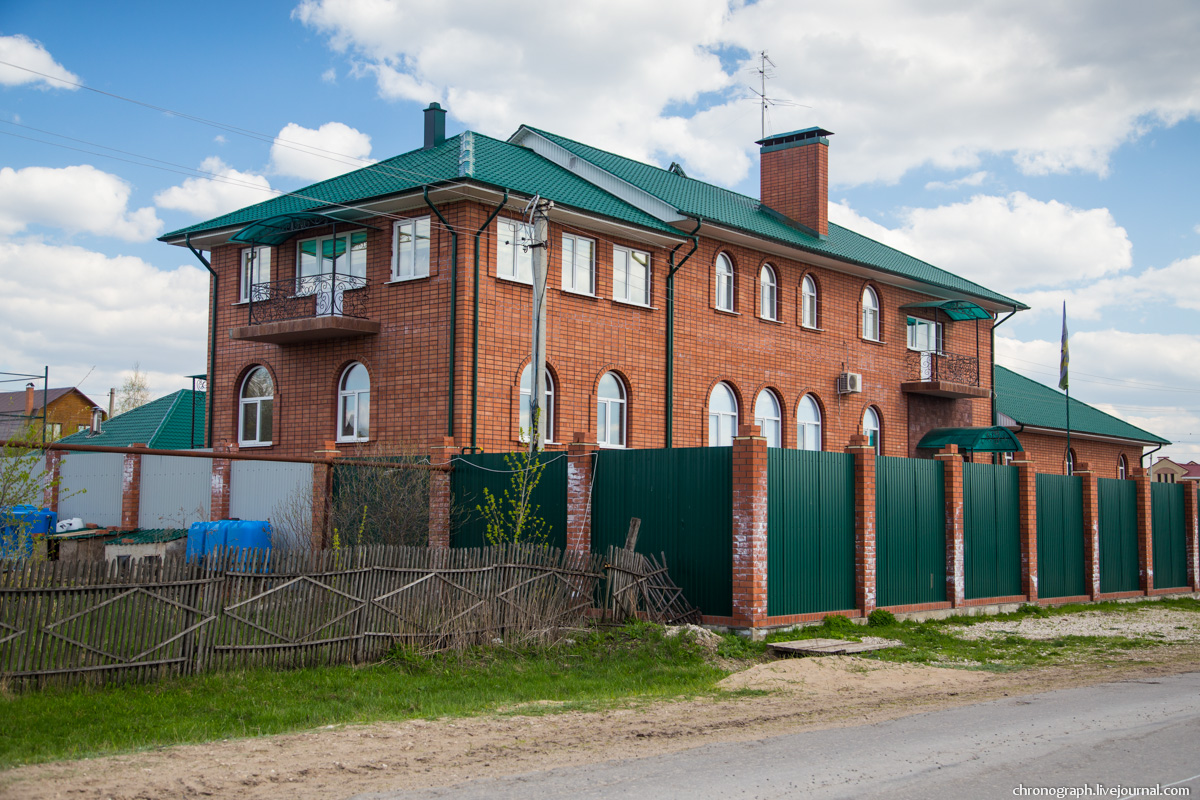
Новостройки на улице Советской

Известно с XVIII века. Сначала была заселена высокая часть разделённого рекой надвое села. 16 сентября 1833 года здесь останавливался Пушкин, собиравший сведения о Пугачёвском восстании. В 1857 году открыта школа. Некоторое время село было волостным центром.
Легенда об основании
По легенде, в этих местах некогда жили братья-мордвины, один из них, по имени Бенарад, и дал своё имя селу.

## Население
| Год  | Численность | Численность |
| ---- | ----------- | ----------- |
| 1859 | 2130        | [ 2 ]       |
| 1889 | 3409        | [ 3 ]       |
| 1897 | 3727        | [ 4 ]       |
| 1900 | 3121        | [ 5 ]       |
| 1910 | 4517        |             |
| 2010 | 524         | [ 1 ]       |

Национальный состав
Население в основном мордва, а также в последнее время ввиду географического положения русские. Основной разговорный язык — мордовский. В поселении сохранились древние традиции финно-угорских народностей.

## Русская православная церковь

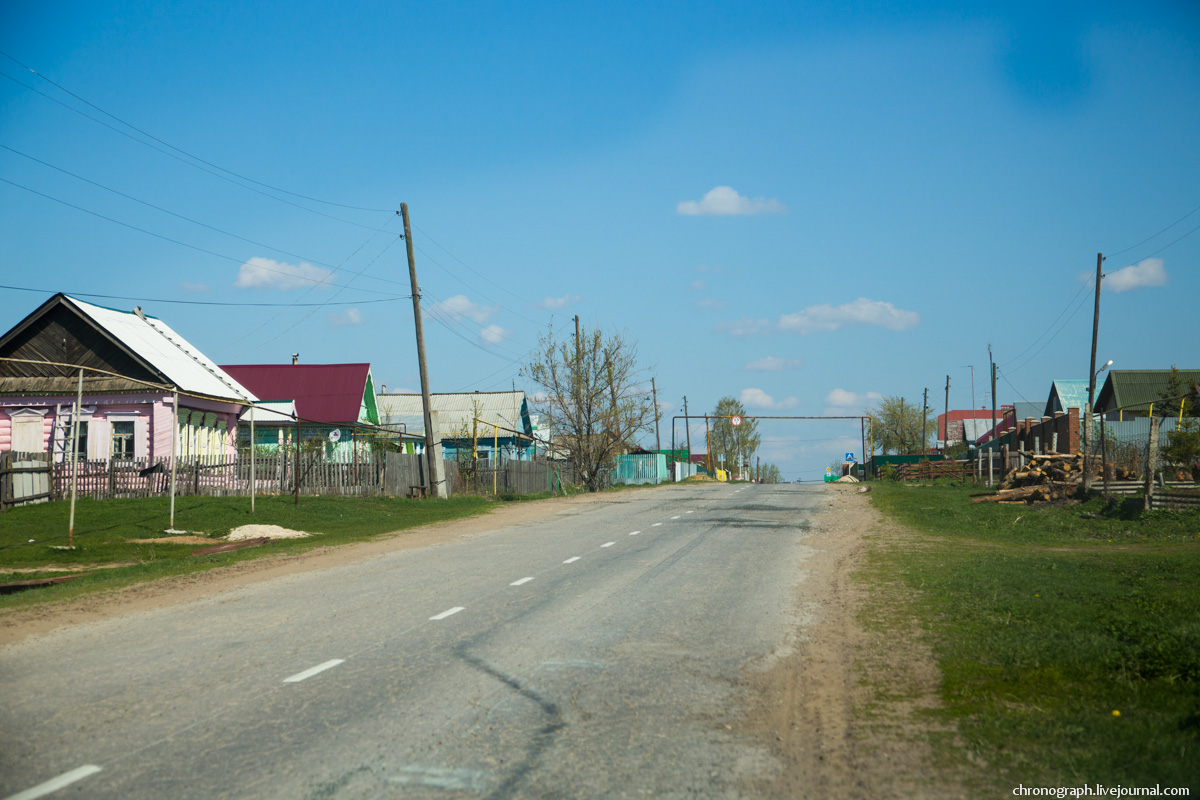
Улица Советская

В 2013 в Старой Бинарадке был построен храм в честь Св. Николая. С 2014 года в селе действует мужской монастырь во имя Александра Невского.

## Достопримечательности
- Старобинарадский бор
- заросли белокрыльника
- монумент ВОВ (1965)

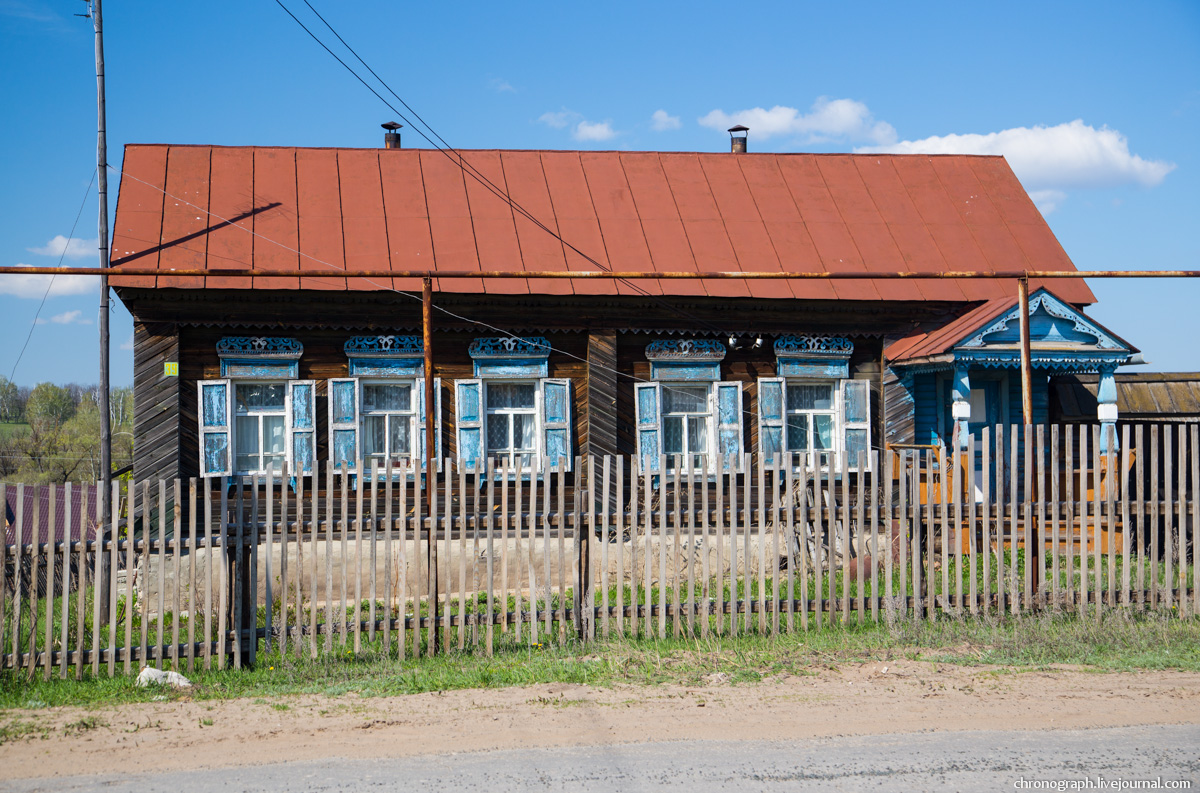
Типичный жилой дом

- место немецкого кладбища и лагеря военнопленных
- целебные родники, освященные в честь Святителя Николая - покровителя Самарского края и Святой блаженной Матроны Московской. У источников построены храмовый комплекс, часовня во имя Святого благоверного князя Александра Невского,  оборудована купель во имя Святого преподобного Александра Свирского чудотворца[6]

## В культуре
Кроме упоминания в дневнике Пушкина, о селе есть книга самарского публициста В. Н. Мясникова «Старобинарадские берендеи». С этим местом связано и творчество самобытного художника Михаила Никонова (псевдоним Бинарадский).